# Drosophila griseicollis
Drosophila griseicollis este o specie de muște din genul Drosophila, familia Drosophilidae, descrisă de Becker în anul 1919.
Este endemică în Ecuador. Conform Catalogue of Life specia Drosophila griseicollis nu are subspecii cunoscute.